# Марсел Ланжје
Марсел Ланжје (фр. Marcel Langiller; Париз, 2. јун 1908 — Париз, 25. децембар 1980) био је француски фудбалер и олимпијац. Играо је на позицији нападача.

## Каријера
Ланжје је рођен у Шарантон ле Пону. Током своје каријере играо је пре 1928. године за Париз, АК Рубик (1928–1933), Црвену звезду Олимпик (1934–1936), ФК Сент Етјен (1935–1937) и Париз (1936–1938). Освојио је два купа француске у фудбалу 1928. и 1933. године.
За репрезентацију Француске играо је 30 међународних утакмица, уз 7 постигнутих голова, и учествовао је у првом издању ФИФА-иног светског купа 1930. Имао је ту част да буде први асистент на Светском купу.

## Летње олимпијске игре у Амстердаму 1928
Играо је у француском тиму на летњим олимпијским играма у Амстердаму 1928. године.